# Странгуляційна асфіксія
Странгуляційна асфіксія (странгуляція) — задушення, спричинене здавлюванням шиї петлею або рукою. Причини можуть бути криміногенного, побутового характеру. Може бути внаслідок спроби самогубства або нещасного випадку.

## Патогенез
В результаті здавлювання шиї перетискаються трахея або гортань; іноді з переломом під'язикової кістки здавлюються спочатку яремні вени, а потім сонні артерії та артерії хребта, що призводить до асфіксії, різкому венозному повнокров'ю, а потім до ішемії головного мозку. При повному повішенні можуть спостерігатися переломи та вивихи шийних хребців з пошкодженням шийного відділу спинного мозку.

## Симптоми
У залежності від тривалості странгуляції постраждалий може бути з ознаками життя або у стані клінічної смерті. Якщо навіть зупинки дихання та серцевої діяльності не настало, свідомість, як правило, втрачено, постраждалі різко збуджені, спостерігаються клонічні або тонічні судоми, іноді безперервні. Може развинутися епілептиформний синдром. Обличчя набрякле, синюшно-багрового кольору, множинні крововиливи у склеру та кон'юнктиву очей.
Дихання часте, охрипле, шумне, іноді аритмічне. Може развинутися набряк легень. Пульс частий — 120—140 уд/хв, відмічаються порушення ритму (екстрасистолія). В претермінальному та агональному стані — брадикардія. АТ підвищений, вени набухлі. Мимовільне сечовиділення та дефекація.
Після виведення постраждалого з важкого стану відмічаються ретроградна амнезія, іноді гострі психози. Часті ускладнення — пневмонії, хондроперихондрити хрящів гортані.

## Невідкладна допомога
Першочергове завдання — забезпечити прохідність дихальних шляхів. Необхідно негайно звільнити шию постраждалого від зашморгу. Далі звільняють ротову порожнину від слизу, піни, надають голові положення максимального потиличного розгинання (якщо немає ознак пошкодження спинного мозку — тетраплегії).
При зупинці серцевої діяльності відразу ж після відновлення прохідності дихальних шляхів розпочинають непрямий масаж серця та штучну вентиляцію легень способами з рота в рот, з рота в ніс або через маску мішком Рубена Гамбу).
Після усунення небезпечного для життя ступеню гіпоксії проводять інтубацію трахеї та обов'язково продовжують штучне дихання через інтубаційну трубку.
Унаслідок вираженого збудження постраждалого та судом внутрішньовенне введення препаратів може бути вкрай утруднене. В цих випадках можна ввести 0,8-1 мл 0,1 % розчину атропіну та першу дозу (100 мг) 5 мл 2 % р-ну лістенону в корінь язика для інтубування трахеї. Основний метод лікування хворого, який переніс странгуляційну асфіксію, — тривала ШВЛ в умовах повної м'язової релаксації, тому при транспортуванні та у стаціонарі продовжують штучне дихання з подрібненим (по 50-100 мг) введенням лістенону.
Тотальну кураризацію продовжувають до повного зникнення судом та відновлення нормального м'язового тонусу, а ШВЛ — до повного відновлення свідомості.
При набряку легень проводять ШВЛ, в/м вводять 250 мг гідрокортизону та в/в — преднізолон.
Якщо в хворого немає тяжких порушень дихання, але є рухове збудження, показане в/в введення оксибутирату натрію в дозі 40-50 мг/кг або седуксену — 2-3 мл 0,5 % р-ну.
Госпіталізація у відділення реанімації та інтенсивної терапії.

## Судова діагностика
Розрізняють три форми странгуляцій:
1. повішення
2. вдавлювання петлею
3. вдавлювання рукою.

При повішенні петля затягується на шиї вагою тіла, при вдавлюванні петля затягується сторонньою або власною рукою, іноді із застосуванням якихось пристроів.
Від тиску петлі на шиї залишається слід у вигляді борозни або канавки, т. зв. странгуляційна борозна.
Розрізняють буру странгуляційну борозну та бліду.
Перша виникає в тих випадках, коли петля зроблена з жорсткого матеріалу та при тиску або ковзанні по шиї залишає садна на шкірі. Серозна рідина, що виступила за ходом саден, потім підсихає, від чого борозна приймає бурий колір та пергаментну щільність. За ходом борозни та по її краям можна іноді помітити розширені судини та дрібні крововиливи.
Якщо петля мала декілька оборотів навколо шиї, то відповідно й борозна може бути подвійною, потрійною і т. д. Між окремими оборотами петлі нерідко защемлюється шкіра, утворюючи валики, на верхівці яких відмічаються точкові крововиливи. Наявність крововиливів за ходом странгуляційної борозни та на защемлених валиках шкіри вказує на її прижиттєве походження.
Бліда борозна отримується або від петлі з м'якого матеріалу (шарфа, рушника тощо), коли петля тільки здавлює шкіру, не зсаднюючи її, або ж від того, що петля знаходиться на шиї нетривалий час.
При короткочасному тиску петлі на шию странгуляційнна борозна може бути зовсім відсутньою. Напрямок борозни важливий в діагностичному відношенні повішання. Трупні явища при смерті від странгуляції такі ж, як і при інших видах асфіксії. Відмічають тільки різкий венозний застій шкіри обличчя, нерідко з рясними екхимозами, особливо при вдавлюванні петлею.